# Raucourt (Meurthe i Mosel·la)
Raucourt és un municipi francès situat al departament de Meurthe i Mosel·la i a la regió del Gran Est. L'any 2007 tenia 185 habitants.

## Demografia

### Població
El 2007 la població de fet de Raucourt era de 185 persones. Hi havia 66 famílies, de les quals 20 eren unipersonals (12 homes vivint sols i 8 dones vivint soles), 15 parelles sense fills, 27 parelles amb fills i 4 famílies monoparentals amb fills.
La població ha evolucionat segons el següent gràfic:
Habitants censats

### Habitatges
El 2007 hi havia 81 habitatges, 72 eren l'habitatge principal de la família, 2 eren segones residències i 7 estaven desocupats. 76 eren cases i 5 eren apartaments. Dels 72 habitatges principals, 59 estaven ocupats pels seus propietaris i 13 estaven llogats i ocupats pels llogaters; 3 tenien tres cambres, 20 en tenien quatre i 48 en tenien cinc o més. 59 habitatges disposaven pel capbaix d'una plaça de pàrquing. A 29 habitatges hi havia un automòbil i a 37 n'hi havia dos o més.

### Piràmide de població
La piràmide de població per edats i sexe el 2009 era:
| Homes | Edats   | Dones |
| ----- | ------- | ----- |
| 0     | 95 o +  | 0     |
| 0     | 90 a 94 | 0     |
| 4     | 85 a 89 | 0     |
| 4     | 80 a 84 | 0     |
| 8     | 75 a 79 | 4     |
| 0     | 70 a 74 | 8     |
| 4     | 65 a 69 | 4     |
| 4     | 60 a 64 | 4     |
| 12    | 55 a 59 | 4     |
| 4     | 50 a 54 | 4     |
| 8     | 45 a 49 | 8     |
| 4     | 40 a 44 | 8     |
| 4     | 35 a 39 | 0     |
| 4     | 30 a 34 | 12    |
| 8     | 25 a 29 | 4     |
| 4     | 20 a 24 | 4     |
| 12    | 15 a 19 | 4     |
| 0     | 10 a 14 | 0     |
| 4     | 5 a 9   | 4     |
| 8     | 0 a 4   | 8     |

## Economia
El 2007 la població en edat de treballar era de 122 persones, 93 eren actives i 29 eren inactives. De les 93 persones actives 84 estaven ocupades (49 homes i 35 dones) i 9 estaven aturades (5 homes i 4 dones). De les 29 persones inactives 8 estaven jubilades, 10 estaven estudiant i 11 estaven classificades com a «altres inactius».

### Ingressos
El 2009 a Raucourt hi havia 77 unitats fiscals que integraven 204,5 persones, la mediana anual d'ingressos fiscals per persona era de 17.182 €.

### Activitats econòmiques
Dels 6 establiments que hi havia el 2007, 2 eren d'empreses de construcció, 3 d'empreses de comerç i reparació d'automòbils i 1 d'una empresa financera.
L'any 2000 a Raucourt hi havia 8 explotacions agrícoles.

## Poblacions més properes
El següent diagrama mostra les poblacions més properes.